# 富中之貧：香港社會矛盾的根源
《富中之貧：香港社會矛盾的根源》（英語：Poverty in the Midst of Affluence: How Hong Kong Mismanaged Its Prosperity）是香港前中央政策組首席顧問顧汝德撰寫的著作，於2013年經香港大學出版社出版。次年，該出版社推出修訂版。天窗出版社在2015年5月推出中文版。

## 背景
作者顧汝德是1989年至1997年香港中央政策組的首席顧問，香港大學名譽院士，對香港政府運作有一定了解。他在本作出版之前，曾撰寫兩本提及香港「官商合謀」的著作。他認為本作由於主調帶有一定悲觀情緒，故「不是一本容易寫的書」。他在著作中引用了大量研究及數據，佐證香港社會的貧窮問題源於香港政府施政失當——即使其財政穩建，也不願意向社會服務撥款，令它們欠缺開支。

## 內容
顧汝德在著作開首探討了香港貧窮問題的基本情況，並以亞洲金融風暴為引入，指出當時香港所面對的危機大多由董建華政府引起，認為他們在商界壓力及意識形態底下，把政府當成公司治理。使得殘疾人士、失業者、單親家庭等經濟弱勢社群生活艱苦，社會政策不足，讓人們對下一代的發展失去信心。
接下來則探討官商的緊密關係如何影響香港的房屋、醫療、社會福利、教育。他認為金融風暴對香港之害不及董建華的緊縮政策，令香港公營房屋數量下跌，市民更難獲得可負擔的居所。同時寫道香港稅收對商家有利，讓他們能靠資產增值、股息、遺產繼承獲得更大財富之餘，而政府又只從中收取較低的稅款。
之後表示香港政府自1940年起便出現開支過低的情況，令它在教育、醫療、福利方面投入太少，「彷如第三世界」。作者表示香港政府2001年應用在社會方面的支出跟1960年代经济合作与发展组织成員國的平均開支相當。他批評政府縮減開支令很多過去免費提供的藥物需要收費、教育收費過高但同時質量低、基層市民無法獲得更好教育。不過他仍認為香港公共服務質素在政府施政失當的情況下有提升；勞工即使欠保障，專業人士仍維持其專業性。
作者同時指出政府的福利依賴之說實屬錯誤，表示很多有需要的失業者不會申請綜合社會保障援助計劃，社會不依靠福利供養父母的意願也很強。同時認為該計劃的金額只勉強足夠滿足人的需要。他在最後探討為何香港爭取社會福利的聲音不大，指出香港的政治環境讓人更關注北京政府與香港政治的關係，反而社會福利則顯得次要。

## 評價
這本著作獲得香港城市大學的温卓毅和香港中文大學的麥高登推薦。後者更認為它是「了解香港社會的基礎讀物」，能夠補充眾多香港政治著作所沒有提及的部分。同屬城市大學的鄭宇碩則表示作者在研究有關問題方面「嚴謹」。彼得·桑德斯（Peter Saunders）在《中國季刊》上寫道，這本書雖欠詳細數據證明，但作者舉出香港政府2001年應用在社會方面的支出跟1960年代OECD成員國的平均開支相當這點，已見其說服力。著作的引用和論證數量亦得到好評。温卓毅認為它的結論跟其他研究香港剩餘福利的論者接近，並進一步探討了政府對私人商業機構欠監管如何加深問題的嚴重程度。鄭宇碩認為，《富中之貧》讓香港貧窮問題關注者更可了解該問題很大程度源於政府。
評論者亦指出了本作的不足之處。麥高登批評作者誇大香港的部分情況，並以自身在美國和香港使用救護服務的費用之差作例證，同時指作者沒有證明政府花更多的錢為何比花更少的錢好。桑德斯則補充道，香港爭取社會福利的聲音不是決定社會開支的唯一因素，商界及北京政府亦有一定責任。過去社會福利使用者數據欠公開也讓市民錯誤認定綜援讓人不願工作。温卓毅對作者在「政府對私人商業機構欠監管」方面的論證感到失望，並批評著作整體偏「決定論」。

## 延伸閱讀
- 嚴飛.  (PDF). 二十一世紀. 2015-02-01: 131–140.
- . 明報. 2013-09-29: P01.